# Гаррі Деніс
Генрі Леонард Бартелемі «Гаррі» Деніс (нід. Henri Léonard Barthélémi Dénis); 28 серпня 1896, Гаага — 13 червня 1971, Гаага) — нідерландський футболіст, півзахисник. Учасник трьох Олімпійських ігор — 1920, 1924 і 1928.

## Біографія
Генрі Леонард Бартелемі Деніс більш відомий як Гаррі Деніс, народився 28 серпня 1896 року в Гаазі в родині військового Генрі Гедеона Като Деніса та нотаріуса Марії Гелени Елізабет Корнеліа ван дер Маден. Більшість молодості Гаррі прожив разом із батьками в Голландській Ост-Індії, оскільки його батько служив там у місцевій армії. Там же Гаррі вперше побачив футбол.

### Клубна кар'єра
Повернувшись до Нідерландів Гаррі спочатку почав грати у скромному клубі ДВВ із міста Гаага. У 1911 році Харрі у віці 14 років перейшов до клубу ГБС (Гаага), який був заснований в 1893 році. Невдовзі Деніс став постійним гравцем першої команди, виступаючи на позиції півзахисника. Свій перший титул чемпіона Нідерландів Гаррі виграв у 1925 році. В основній команді ГБС Гаррі виступав до 1934 року.

### Кар'єра у збірній
Під час Першої світової війни національна збірна Нідерландів не проводила міжнародні матчі, але через рік після закінчення війни провела перший матч, що для Деніса став дебютним. 9 червня 1919 року на стадіоні Ауде в Амстердамі збірна Нідерландів зустрілася зі Швецією, рахунок у матчі відкрили шведи завдяки м'ячу Герберта Карлссона на 35-й хвилині. У другому таймі підопічні Джека Рейнолдса змогли за дев'ять хвилин до кінця матчу забити три м'ячі, їх авторами стали Тео Брокманн (82 хв.), Де Кесслер (83 хв.) та Вім Гюпферт (87 хв.).
Через рік Гаррі у складі олімпійської збірної Нідерландів брав участь на Олімпійських іграх в Антверпені. На турнірі Гаррі провів усі матчі, включаючи матч за третє місце проти збірної Іспанії, який завершився поразкою Нідерландів із рахунком 1:3. Але Гаррі зі своєю командою став бронзовим призером Олімпійських ігор, так як Чехословаччина була дискваліфікована через те, що зійшла з поля під час фінального матчу.
На Олімпійські ігри 1924 року в Парижі Дениіс відправився вже як незамінний гравець основного складу збірної Нідерландів. Нідерланди змогли дійти до півфіналу турніру, але поступилися у ньому збірною Уругваю з рахунком 1:2, Гаррі у тому матчі був капітаном збірної. У матчі за третє місце Нідерланди прорали збірній Швеції з рахунком 1:3.
Через чотири роки на домашніх Олімпійських іграх 1928 року в Амстердамі, Нідерланди в першому матчі зустрілися зі своїм кривдником по півфіналу попередніх олімпійських ігор збірної Уругваю. Уругвайці знову перемогли Нідерланди, цього разу з рахунком 2:0. Вилетівши з основного турніру, Нідерланди взяли участь у так званому втішному турнірі, де брали участь команди, які не змогли пройти перший раунд. 5 червня 1928 року Деніс у матчі проти збірної Бельгії, який завершився перемогою Нідерландів з рахунком 3:1, зіграв свій 50-й матч. У втішному фіналі Нідерланди зіграли внічию 2:2 зі збірною Чилі.
Загалом у складі збірної Гаррі зіграв 56 матчів. Свою останню гру Деніс провів 18 травня 1930 року у матчі проти збірної Бельгії, який завершився перемогою бельгійців із рахунком 3:1, Деніс у тому матчі відзначився результативним пасом. Гаррі у 37 матчах за збірну був капітаном команди.

### Досягнення
- Бронзовий призер літніх Олімпійських ігор: 1920
- Чемпіон Нідерландів: 1925

### Особисте життя та кар'єра поза футболом
Гаррі в 1926 році в Делфті закінчив навчання за спеціальністю інженер-будівельник і працював у компаніях «NV Werkspoor» «Bataafsche Importmaatschappij», доти поки з 1931 року в Гаазі не став займатися проектування кінотеатрів і вілл.
6 серпня 1932 року Деніс одружився з Кітті Мертенс. Від цього шлюбу в Гаррі було двоє синів і одна дочка.
У 1953 році Королівська нідерландська футбольна асоціація призначила Гаррі їх почесним членом, а також призначила його до спеціального технічного комітету з відбору гравців до національної команди Нідерландів. У комітеті Гаррі пропрацював до 1956 року, а після цього став керувати інженерно-технічними роботами в Роттердамі.
Святкування ювілеїв Гаррі, таких як 60-річчя, 65-річчя та 70-річчя завжди широко висвічувалось серед футбольної спільноти. Деніс увійшов в історію як один із найуспішніших і найзаможніших футболістів у Нідерландах.
Помер Гаррі Деніс 13 липня 1971 року у Гаазі у віці 74 років. На той моменті Гаррі був директором великої будівельної компанії у Роттердамі.